# Ferdinand Woldrzich von Ehrenfreund
Ferdinand Woldrzich; seit 29. Mai 1795 Ferdinand Woldrzich von Ehrenfreund (* 19. Januar 1737 in Stockau in Böhmen; † 5. Januar 1800 in Prag) war ein böhmischer Jurist und Hochschullehrer.

## Leben
Ferdinand Woldrzich von Ehrenfreund besuchte das Jesuitengymnasium in Klattau und studierte anschließend Philosophie und Rechtswissenschaften an der Universität Prag. 1756 erhielt er die philosophische Magisterwürde und 1770 promovierte er zum Doktor beider Rechte; im gleichen Jahr wurde er von der Erzherzogin Maria Theresia in ihrer Eigenschaft als Königin von Böhmen zum Landesadvokaten im Königreich Böhmen ernannt.
Am 4. Januar 1772 wurde er als Professor des Kirchenrechts an die Universität Prag berufen, gleichzeitig war er Beisitzer der Studienkommission. Kurz darauf erhielt er seine Ernennung zum Konsistorialrat und Kanzleidirektor des erzbischöflichen Konsistoriums in Prag. Durch die Art und Weise, in der er den jungen Geistlichen das Kirchenrecht vermittelte, das unter Kaiser Joseph II. wesentliche Veränderungen erfahren hatte, erhielt er die Anerkennung des Monarchen. Dies führte zwar zu Anfeindungen der römischen Kurie, unter anderem vornehmlich durch den Universitätsvizekanzler Joseph von Bretfeld, allerdings erwiderte er die Angriffe nicht, und ermüdete letztendlich dadurch seine Gegner.
In seiner Schrift De Dispensationibus wies er unter anderem nach, dass die Bischöfe nicht nur berechtigt; sondern sogar verpflichtet seien, die Nonnen der aufgehobenen Klöster von ihrem Gelübde auf loszusprechen, wenn sie dieses verlangten; dies führte zu weiteren Anfeindungen der klerikalen Kreise.
1787 begann er mit Vorlesungen zur Rechtspraxis und dem Zivilrecht an der Prager Universität; 1784 wurde er Dekan der juristischen Fakultät und war in den Jahren 1778 und 1788 Rektor der Universität.

## Ehrungen und Auszeichnungen
Aufgrund seiner Verdienste erhielt Ferdinand Woldrzich am 29. Mai 1795 durch Kaiser Franz das Adels-Diplom mit dem Prädikat von Ehrenfreund verliehen.

## Schriften (Auswahl)
- Caspar Sagner; Ferdinand Woldrzich: Discursus de terrae motus causa, occasione motuum similum. Prag, Kirchner 1756.
- De origin juris appellandi ad sedem romanam. Prag 1776.
- De Dispensationibus. Prag 1780.[2]